# Liste der Rektoren und Präsidenten der Johannes Gutenberg-Universität Mainz

Logo der Universität

Die Johannes Gutenberg-Universität Mainz hatte von ihrer Gründung 1946 bis 1974 an ihrer Spitze jährlich neu gewählte Rektoren. Seit 1974 wird die Universität von einem Präsidenten geleitet. Der Präsident muss nicht Hochschullehrer der Universität Mainz sein.
Den Rektoren standen Prorektoren zu Seite, die Präsidenten haben Vizepräsidenten.
Angegeben sind jeweils die Wahlperioden.

## Rektoren (1946–1974)

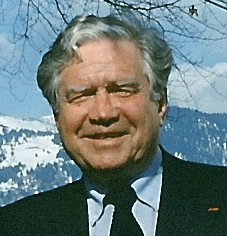
Peter Schneider war letzter Rektor und erster Präsident der Johannes Gutenberg-Universität

- Josef Schmid (1946–1947)
- August Reatz (1947–1949)
- Hellmut Isele (1949–1951)
- Kurt Galling (1951–1952)
- Adolf Dabelow (1952–1953)
- Arnold Schmitz (1953–1954)
- Gottfried Köthe (1954–1956)
- Johannes Kraus (1956–1957)
- Friedrich Delekat (1957–1958)
- Karl Schwantag (1958–1959)
- Kurt Voit (1959–1960)
- Arnold Schmitz (1960–1961)
- Horst Falke (1961–1962)
- Martin Schmidt (1962–1963)
- Johannes Bärmann (1963–1964)
- Hans Leicher (1964–1965)
- Gerhard Funke (1965–1966)
- Hans Rohrbach (1966–1967)
- Adolf Adam (1967–1968)
- Manfred Mezger (1968–1969)
- Peter Schneider (1969–1974)

## Prorektoren (1946–1974)
- Adalbert Erler (1946–1947)
- Walter Schätzel (1948–1949)
- August Reatz (1949–1951)
- Franz Dirlmeier (1951–1952)
- Hellmut Isele (1952–1953)
- Adolf Dabelow (1953–1954)
- Friedrich Delekat (1958–1959)
- Karl Schwantag (1959–1960)
- Kurt Voit (1960–1961)
- Walter Marg (1961–1962)
- Horst Falke (1962–1963)
- Martin Schmidt (1963–1964)
- Johannes Bärmann (1964–1965)
- Hans Leicher (1965–1966)
- Gerhard Funke (1966–1967)
- Hans Rohrbach (1967–1968)
- Adolf Adam (1968–1969)
- Manfred Mezger (1969–1970)
- Peter Beckmann (1970–1974)

## Präsidenten (seit 1974)
- Peter Schneider (1974–1980)
- Manfred Harder (1980–1984)
- Klaus Beyermann (1984–1990)
- Jürgen Zöllner (1990–1991)
- Josef Reiter (1991–2001)
- Jörg Michaelis (2001–2007)

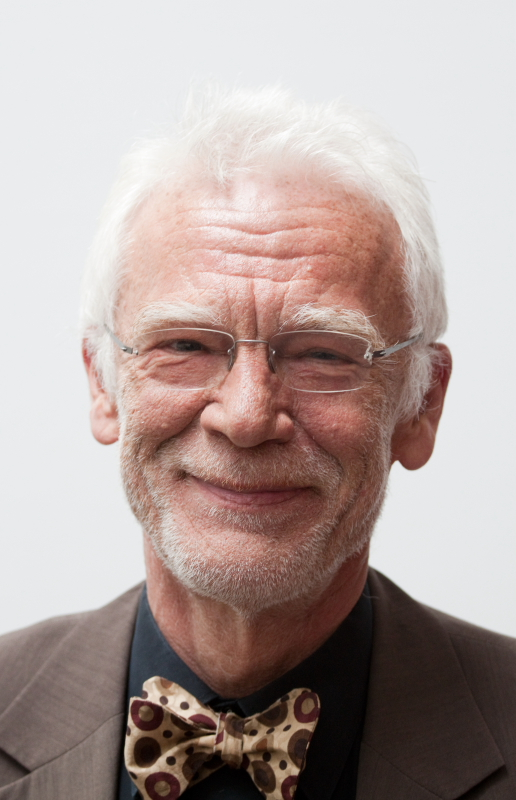
Jürgen Zöllner (2011)

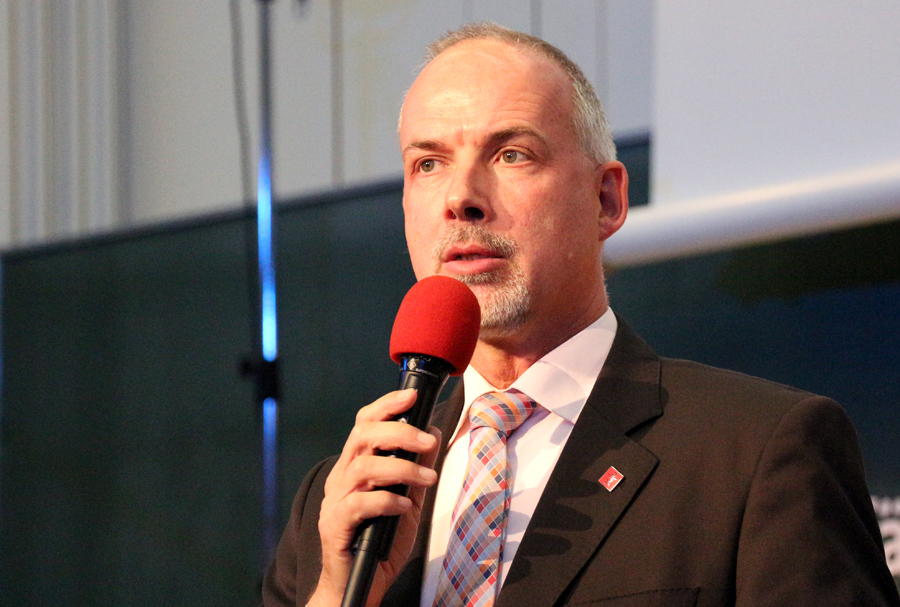
Georg Krausch (2015)

- Georg Krausch (seit 1. April 2007)

## Vizepräsidenten (seit 1974)
- Peter Beckmann (1974–1977)
- Uwe Wollert (1974–1980)
- Karlheinz Rothausen (1977–1980)
- Klaus Beyermann (1980–1983)
- Ludger Schenke (1980–1985)
- Klaus Pörtl (1985–1990)
- Jürgen Zöllner (1983–1990)
- Dagmar Eissner (1990–1995)
- Josef Reiter (1990–1991)
- Jörg Friedrich (1992–1995)
- Michael Loos (1995–2000)
- Renate von Bardeleben (1995–1998)
- Ulrich Druwe (1998–2002)

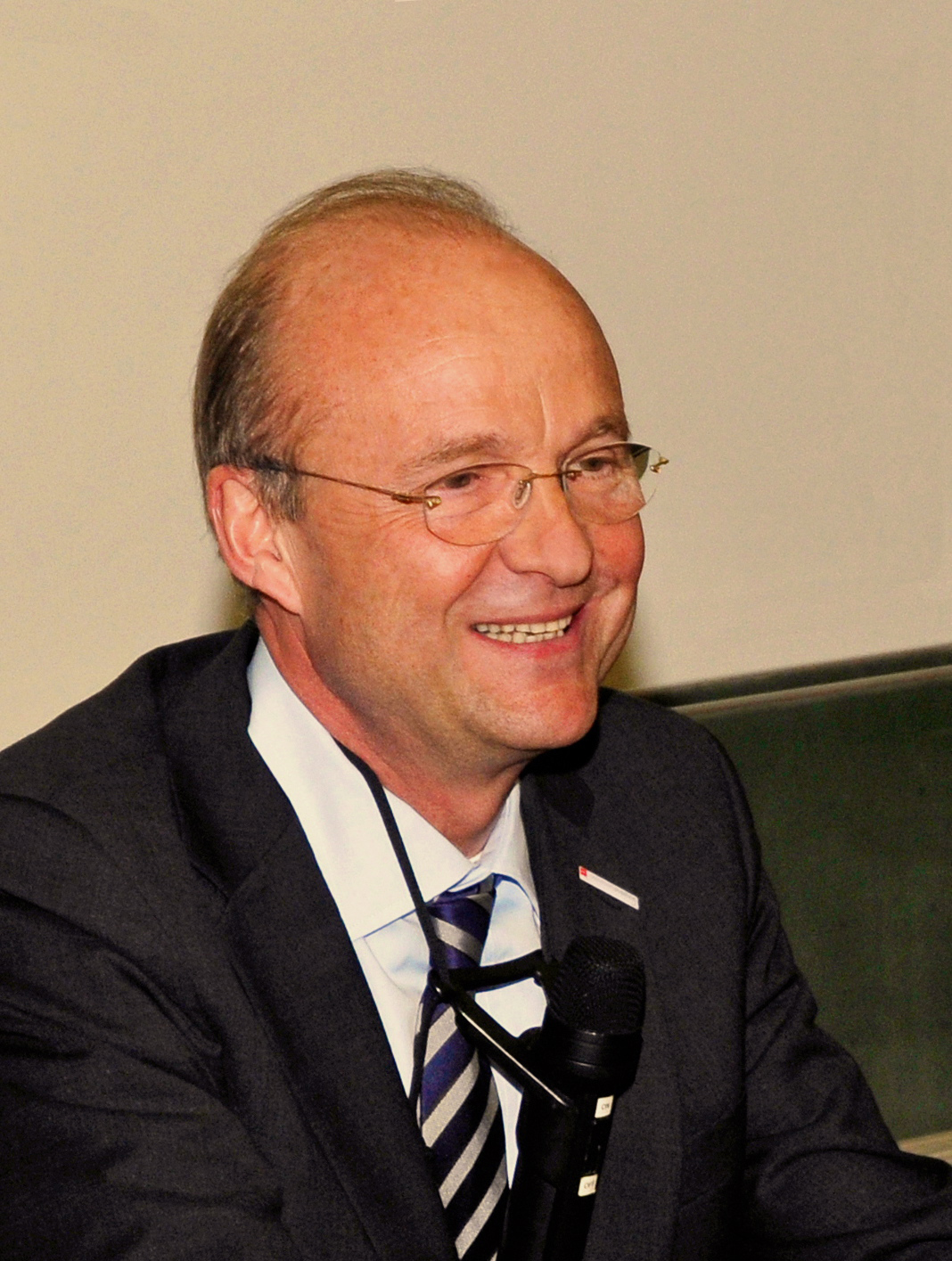
Ulrich Förstermann, 2013

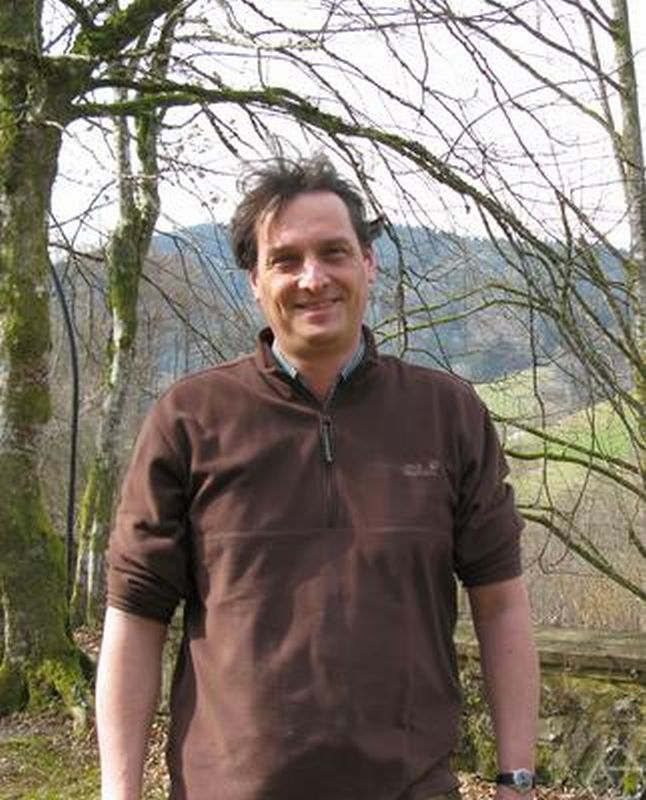
Stefan Müller-Stach, 2010

- Johannes Preuß (Forschung, 2006–2009)
- Jürgen Oldenstein (Lehre, 2002–2010)
- Ulrich Förstermann (Forschung, 2009–2013)
- Mechthild Dreyer (Lehre, 2010–2018)
- Wolfgang Hofmeister (Forschung, 2013–2017)
- Stefan Müller-Stach (Forschung und wissenschaftlicher Nachwuchs, seit 1. April 2017)
- Stephan Jolie (Studium und Lehre, seit 16. Januar 2018)